# Långtjärnen (Ramsele socken, Ångermanland, 704940-151428)
Långtjärnen är en sjö i Sollefteå kommun i Ångermanland och ingår i Ångermanälvens huvudavrinningsområde.